# 本間文子 (小説家)
本間 文子（ほんま あやこ、4月3日 - ）は、日本の小説家、編集者・ライター、実業家。
株式会社本間文筆代表取締役。宮城県出身。

## 略歴
2002年、「ボディロック？」で第10回リトルモア・ストリートノベル大賞を受賞し小説家デビュー。
2023年、株式会社本間文筆設立。

## 受賞
- 第10回リトルモア・ストリートノベル大賞（2002年 / ボディロック？）

## 作品一覧

### 小説
- 『ボディロック!︎!︎!︎!︎!︎!︎!︎』 （リトルモア　2004年、ISBN　9784898151280）
- 『ラフ』 （エンターブレイン（現 KADOKAWA）　2008年、ISBN　9784757741461）
- 『小説で読む名作戯曲 桜の園』 （光文社　2020年、ISBN　9784334951511）
- 『本郷・二分間の絶景』 （惑星と口笛ブックス　2023年）